# Groove Street
Groove Street ist ein Jazzalbum des Dave Stryker Trio mit Bob Mintzer. Die am 2. Juli 2023 im Trading 8s Studio in Paramus, New Jersey, entstandenen Aufnahmen erschienen im Januar 2024 auf Strykers Label Strikezone Records.

## Hintergrund
Der Gitarrist Dave Stryker leitet ein langjähriges Trio mit dem Organisten Jared Gold und dem Schlagzeuger McClenty Hunter. Im Laufe ihrer 15 gemeinsamen Jahre haben sie häufig Gastmusiker einbezogen, darunter die Vibraphonisten Stefon Harris und Steve Nelson, außerdem Saxophonisten wie Walter Smith III (auf Baker’s Circle, 2012). 2014 spielten sie ein komplettes Album mit Melodien von Stanley Turrentine ein (Messin’ with Mister ), wobei auf jedem Titel ein anderer Saxophonist zu hören war, darunter Chris Potter, Houston Person, Jimmy Heath, Javon Jackson und Eric Alexander. Auf dem Album Groove Street werden Stryker und sein Trio vom Saxophonisten Bob Mintzer begleitet (der auch auf dem Turrentine-Album mitgewirkt hatte). Mintzer selbst hatte zuvor ein Album mit Dave Strykers Musik mit der WDR Big Band in Köln arrangiert und dirigiert (Album Blue Soul, 2020).
Bei der gemeinsamen Studiosession im Sommer 2023 spielte das Dave-Stryker-Trio mit Mintzer neben Eigenkompositionen des Bandleaders (wie „Overlap“, „Straight Ahead“, „Summit“ und „Code Blue“) und Golds „Soulstice“ auch den Swing-Standard „The More I See You“ von Harry Warren und Mack Gordon (1945), Eddie Harris’ Klassiker „Cold Duck Time“ und eine Hommage an  kurz zuvor verstorbenen Wayne Shorter mit einer Interpretation von „Infant Eyes“ (von dessen LP Speak No Evil, 1966).

## Titelliste
- The Dave Stryker Trio with Bob Mintzer: Groove Street (Strikezone Records)[1]

1. Groove Street 5:14
2. Overlap 6:15
3. Summit 6:27
4. Infant Eyes (Wayne Shorter) 7:26
5. Soulstice (Jareed Gold) 5:41
6. Cold Duck Time (Eddie Harris)  5:00
7. Code Blue 5:43
8. The More I See You (Harry Warren, Mack Gordon) 6:40
9. Straight Ahead 5:28

Wenn nicht anders vermerkt, stammen die Kompositionen von Dave Stryker.

## Rezeption
Dave Strykers Musik sei stark im Stil des Hardbop-beeinflussten, Groove-betonten Soul Jazz angesiedelt, und schon das Stück „Cold Duck Time“ würde zeigen, dass diese Band das tue, was sie am besten könne. Es sei ein einfacher, schneller Blues-Groove, der jedem viel Raum gibt, sich zu entfalten und Feuer zu machen, schrieb Phil Freeman (Ugly Beauty: The Month In Jazz).
Wer Stryker kennt, sollte wissen, was ihn erwartet – tanzende Einzelnotenläufe mit seltenen Schnörkeln, immer scharfsinnig und zugänglich. Was Mintzer betreffe, so seien seine klaren, kantigen Phrasen immer scharf und akribisch, während sein nachdrücklicher, breitschultriger Stil mit dem von Joe Henderson, Michael Brecker und anderen Post-Bop-Meistern verglichen werden könne, schrieb Jack Bowers über das Album in All About Jazz. Strykers Trio sei schon für sich genommen großartig, werde aber noch besser, wenn es durch Mintzers beeindruckende Präsenz verstärkt werde – all das mache Groove Street zu einem angenehmen Ort zum Bummeln und Verweilen, um die fesselnden Klänge und das bezaubernde Ambiente zu genießen.
Dies sei ein erstklassiges Orgeltrio mit einem der führenden Tenorsaxophonisten, lobte Enos Morgan (London Jazz News), und das schaffe ein unwiderstehliches Hörerlebnis, das in nur wenigen Stunden aufgenommen wurde. Hervorhebenswert sei insbesondere die Coverversion von Wayne Shorters unglaublich eindringlicher Ballade „Infant Eyes“.